# Elara, a Hilton Grand Vacations Hotel
Elara, a Hilton Grand Vacations Hotel är ett hotell som ligger på tomten för kasinot Planet Hollywood Las Vegas i Paradise, Nevada i USA. Den ägs av LV Tower 52 LLC och drivs av Hilton Grand Vacations Company. Hotellet har totalt 1 001 hotellrum och 200 lägenhetshotellrum.
Skyskrapan uppfördes 2009 med namnet PH Tower och 2012 fick den namnet Elara, a Hilton Grand Vacations Club medan 2017 tog man bort Club från byggnadens namn.